# 巴黎门 (里尔)
巴黎门（Porte de Paris）是法国里尔的一座城门。这也是一座凯旋门，高29米，兴建于1685-1692年，以庆祝路易十四於里爾圍城戰的胜利。建筑师西蒙·沃兰特（Simon Vollant）。
1875年，巴黎门列为法国历史遗迹。